# Kore (księżyc)
Kore (Jowisz XLIX) – mały, zewnętrzny księżyc Jowisza.

## Odkrycie
Został odkryty w lutym 2003 roku przez grupę astronomów z Uniwersytetu Hawajskiego, kierowaną przez Scotta Shepparda. Kore jest jednym z sześciu nowych satelitów Jowisza odkrytych po 24 latach od chwili przelotu przez system tej planety sondy Voyager 2. Razem z nim zostały odkryte również następujące księżyce: Cyllene, S/2003 J 15, S/2003 J 16, S/2003 J 17 i S/2003 J 18.
Nazwa księżyca pochodzi od bogini Kory, czyli Persefony z mitologii greckiej.

## Parametry orbity
Kore krąży wokół Jowisza w średniej odległości ok. 24 482 000 km, jeden obieg zajmuje mu 776,8 dni. Orbita tego satelity ma nachylenie (inklinację) 145° w stosunku do ekliptyki i charakteryzuje się mimośrodem o wartości 0,3313.
Kore obiega Jowisza ruchem wstecznym, czyli w kierunku przeciwnym do obrotu planety wokół własnej osi. Satelita należy do grupy Pazyfae.

## Charakterystyka fizyczna
Kore jest jednym z najmniejszych księżyców Jowisza, jego średnicę ocenia się na około 2 km. Średnia gęstość tego ciała ma wartość ok. 2,6 g/cm3, a składa się przeważnie z krzemianów. Powierzchnia Kore jest bardzo ciemna – jej albedo wynosi zaledwie 0,04.